# Devasa, Sagar
Devasa là một làng thuộc tehsil Sagar, huyện Shimoga, bang Karnataka, Ấn Độ.